# 자전거 주자의 죽음
자전거 주자의 죽음(Muerte De Un Ciclista, Death Of A Cyclist)은 이탈리아에서 제작된 후안 안토니오 바르뎀 감독의 1955년 영화이다. 루시아 보세 등이 주연으로 출연하였고 조르쥬 드 뷰레가르드 등이 제작에 참여하였다.

## 출연

### 주연
- 루시아 보세
- 알베르토 클로사스

### 조연
- 브루너 코르라
- 카를로스 카사라빌라
- 오텔로 토소
- 앨리시아 로메이
- 줄리아 델게도 카로
- 마틸드 무노즈 샘페드로
- 메르세데스 앨버트
- 조시 세풀베다
- 조시 프라다
- 페르난도 산초
- 마누엘 알렉산드레
- 자신토 산 에메테리오
- 마누엘 아르보
- 에밀리오 알론소
- 마가리타 에스피노사
- 루피노 잉글레스
- 안토니오 카사스
- 마누엘 구이티안
- 엘리사 멘데즈
- 조시 마리아 로드리게즈
- 카멘 카스텔라노스
- 조시 마리아 가빌란
- 조시 나바로
- 그라시타 몬테스
- 발레리아노 안드레스
- 마누엘 로자스

## 제작진
- 세트: 엔리크 알라르콘